# 罗宾·比达尔夫
罗宾·比达尔夫（英語：Robin Biddulph，约1920年—？），澳大利亚男子游泳运动员。他曾代表澳大利亚参加1938年大英帝国运动会游泳比赛，获得男子440码自由泳和男子880码自由泳接力铜牌。